# Czarnolas (województwo opolskie)
Czarnolas (niem. Petersheide)– wieś w Polsce położona w województwie opolskim, w powiecie nyskim, w gminie Skoroszyce.
W latach 1975–1998 miejscowość administracyjnie należała do ówczesnego województwa opolskiego.
Częścią miejscowości jest Łanów.